# Лейтенант (Британська армія і Королівська морська піхота)
Лейтенант (англ. Lt) — молодше офіцерське звання у британській армії та Королівській морській піхоті. Це звання стоїть над званням другого лейтенанта та нижче звання капітан і має кодування НАТО OF-1 і є старшим субалтерн-офіцером. На відміну від деяких збройних сил які мають звання першого лейтенанта, британське звання просто лейтенант. Звання відповідає званню флаїнг-офіцера у Королівських ВПС (RAF). Хоча раніше він був старшим за звання суб-лейтенанта Королівського флоту (RN), зараз звання лейтенанта та суб-лейтенанта еквівалентні. Армійське звання лейтенанта було нижче за флотське звання лейтенант.
У британській армії 21-ого століття звання носять три роки. Зазвичай лейтенант командує взводом або загоном з тридцяти солдатів.
До 1871, коли британська армія перейшла на сучасне звання "лейтенант", полки Королівської артилерії, Королівських інженерів та фузілерів мали звання "перший лейтенант" та "другий лейтенант".

## Перша світова війна
Під час Першої світової війни, деякі офіцери надягали такі ж куртки як солдати, з відзнаками на плечах, тому що відзнаки на манжетах робили їх мішенями для снайперів. Спочатку командування ставилося до цього не задовільно, але у 1917 така практика була прийнята як альтернативна, а з 1920 вона стала офіційною після скасування відзнак на манжетах. Відзнаки на манжетах:

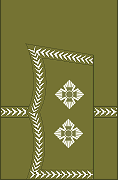
Відзнака часів Першої світової війни (загальна)
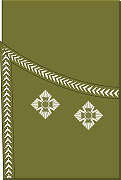
Відзнака часів Першої світової війни (шотландські підрозділи)

З 1 квітня 1918 по 31 липня 1919, Королівські ВПС використовували звання лейтенант. Його замінили на звання флаїнг-офіцер.

## Форма адреси
У Об'єднаному Королівстві, звання "лейтенант" не використовують у формі адреси, на відміну від звання "капітан" або високих рангів. Лейтенант на прізвище Сміт зазначається у адрес як "Містер Сміт".

## Історична відзнака
З 1856 по 1880 відзнака лейтенанта носилася на комірці і складалася з однієї корони, зараз використовується як відзнака для майора.  У 1881 відзнака лейтенанта була замінена на одну зірку і перенесена на плечо.  У 1902 було додано другу зірку, така відзнака збереглася до сьогодення.

Відзнака на комірці з 1856 по 1880
Відзнака на плечі з 1881 по 1902